# 熔化焊
熔化焊简称熔焊，是指将待焊处的母材金属熔化以形成焊缝的焊接方法，因其工艺简单，焊接质量高，故是实际应用最多的一类焊接方法。常见的熔焊方法包括电弧焊、气焊、气体保护焊、电渣焊和等离子弧焊等。